# Coltello magico

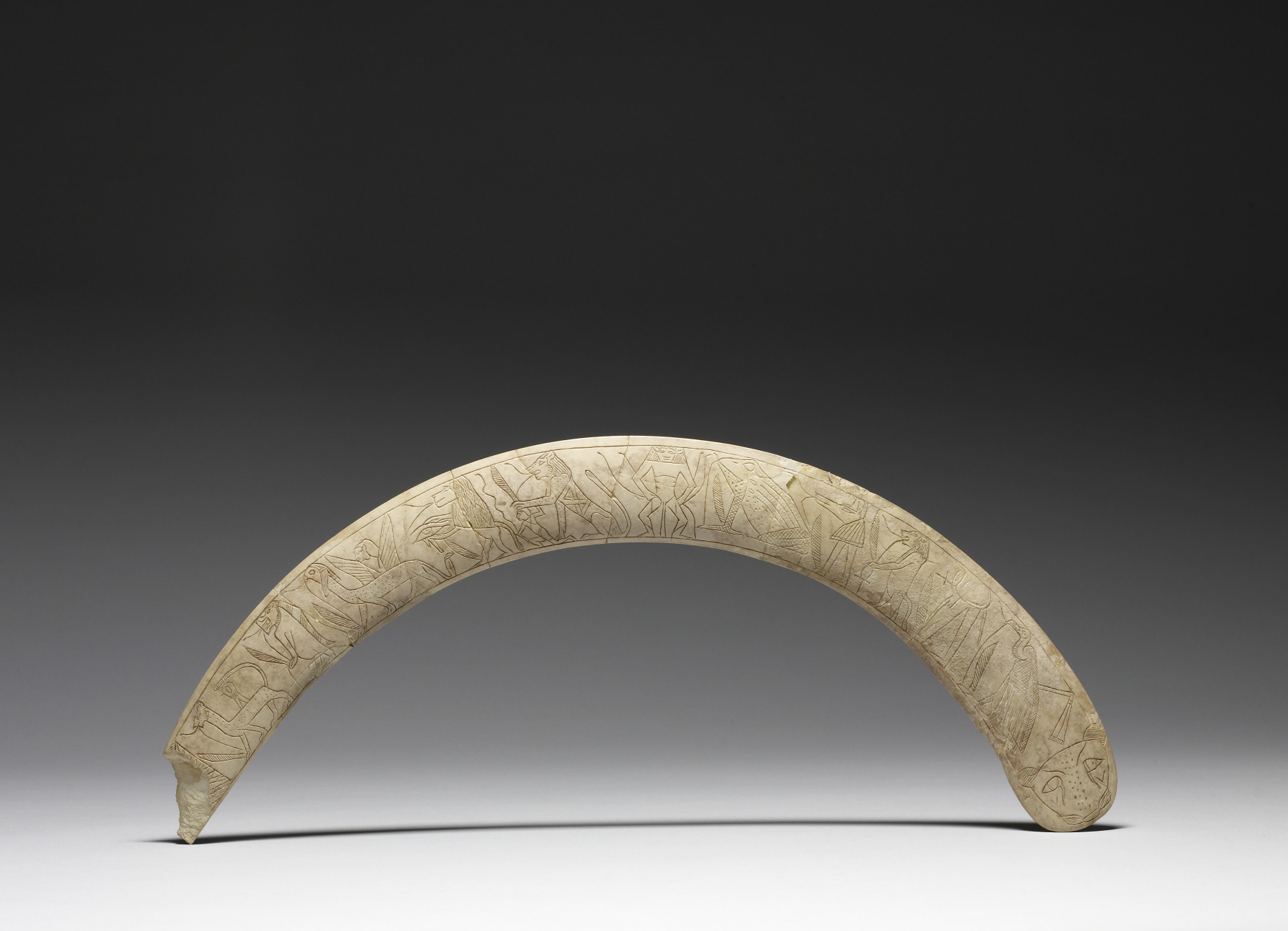
Coltello magico nel Walters Art Museum

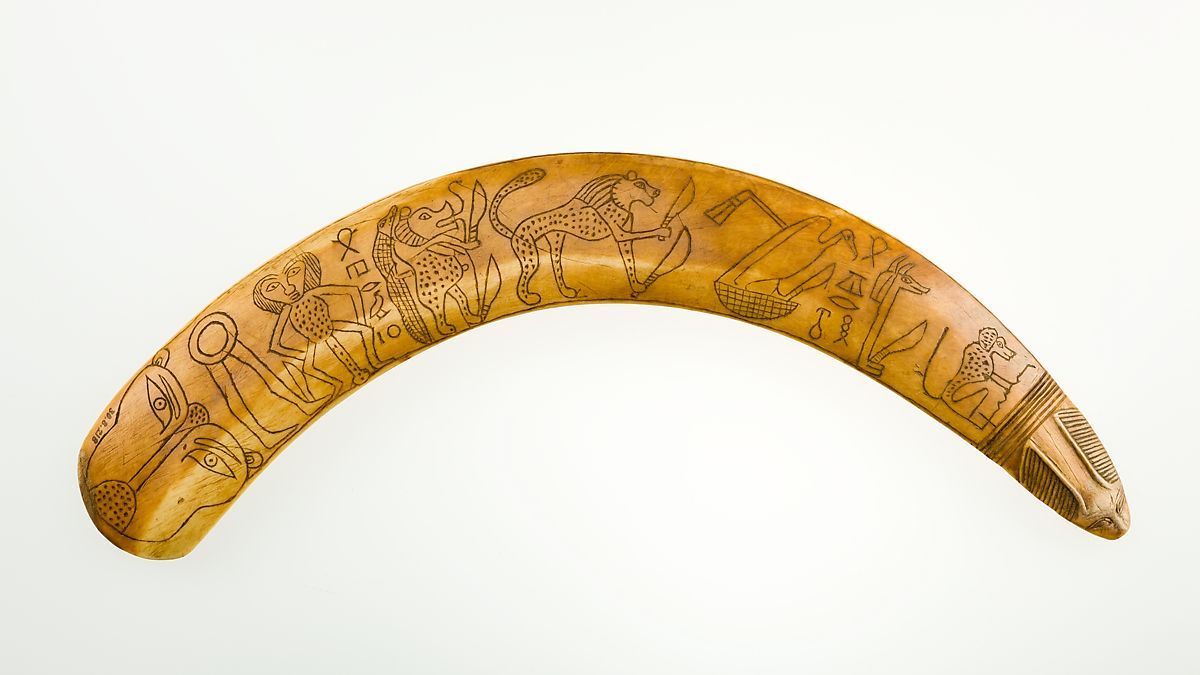
Bacchetta apotropaica al Metropolitan Museum of Art

Un coltello magico (chiamato anche zanna della nascita o bacchetta apotropaica) era una bacchetta per la magia apotropaica (per scongiurare il male), principalmente presente nel Medio Regno nell'Antico Egitto. Era spesso realizzata in avorio di ippopotamo (Tueret, rappresentata come un ippopotamo bipede è la dea del parto e della fertilità) e inscritta e decorata con una serie di figure. La maggior parte di questi manufatti sono stati trovati in sepolture a Tebe, El-Lisht, Abido e in altri luoghi, ma alcuni esempi sono stati trovati anche in insediamenti, come Wah-Sut o Avaris, ma anche a Ugarit e Megiddo.
Alcuni recano brevi iscrizioni che si riferiscono sempre alla protezione di donne e bambini di alto rango. Sono spesso decorati su entrambi i lati. Mostrano una serie di figure, la maggior parte delle quali divinità legate alla nascita della madre e del bambino. La dea ippopotamo Ipi (una prima forma di Tueret) è molto comune; altre figure che compaiono su di esse sono doppie sfingi, serpenti, leoni in piedi, donne nude con teste di leone, avvoltoi e dischi solari con gambe. Non esistono due esemplari decorati con un'identica selezione di figure.
Nell'arte ci sono alcune raffigurazioni di questi oggetti. Vengono sempre mostrati nelle mani delle infermiere, a conferma dell'impressione che fossero usati principalmente nei rituali del parto, proteggendo madre e figlio. Tutti gli esemplari trovati sembrano appartenere al tardo Medio Regno fino al Secondo periodo intermedio. L'ultimo esemplare databile apparteneva al re Seneb Kay del Secondo periodo intermedio e fu trovato in una tomba di quel periodo ad Abido.